# Baghramjan (Ararat)
Baghramjan – wieś w Armenii, w prowincji Ararat. W 2011 roku liczyła 1614 mieszkańców.